# Daniele Molmenti
Daniele Molmenti (Pordenone, 1 de agosto de 1984) é um canoísta de slalom italiano na modalidade de canoagem, foi vencedor da medalha de Ouro em Slalom K-1 em Londres 2012.